# Norman Mailer
Norman Mailer (anglès: Norman Kingsley Mailer)  (Long Branch, 31 de gener de 1923 - Nova York, 10 de novembre de 2007) fou un novel·lista americà, així com periodista, assagista, poeta, dramaturg, guionista i director cinematogràfic.
Juntament amb Truman Capote, Joan Didion, Hunter S. Thompson, John McPhee, i Tom Wolfe, Mailer és considerat un innovador de la narrativa de no-ficció, un gènere de vegades anomenat Nou Periodisme, que fusiona l'assaig amb la novel·la de no-ficció. Va guanyar dos cops el Premi Pulitzer i un cop el National Book Award.

## Primers anys
Norman Kingsley Mailer va néixer en una família jueva de Long Branch, a Nova Jersey. El seu pare, Isaac Barnett Mailer, era un comptable nascut a Sud-àfrica i la seva mare, Fanny Schneider, tenia una empresa de treball per a mainaderes i empleades de la llar. La germana de Mailer, Barbara, nasqué el 1927. Va créixer a Brooklyn, Nova York i entrà a la Universitat Harvard, on va estudiar enginyeria aeronàutica, l'any 1939. Allà es va començar a interessar per l'escriptura i va publicar la seva primera història quan tenia 18 anys, que va guanyar un premi. Quan es va graduar, fou reclutat per l'exèrcit estatunidenc per combatre a la Segona Guerra Mundial. Serví a les Filipines, al 112è Regiment de Cavalleria. No es va veure involucrat en gaires combats i va completar el seu servei com a cuiner, però l'experiència li proporcionà prou material per escriure Els nus i els morts.

## Carrera literària

### Novel·les
El 1948, mentre continuava els seus estudis a la Sorbona a París, Mailer publicà Els nus i els morts. Fou un best seller del New York Times durant 62 setmanes i fou enaltida per molts com una de les millors novel·les de guerra americanes.
Barbary Shore (1951) era una paràbola surrealista de les polítiques d'esquerra durant la guerra freda ambientada en una pensió. La seva novel·la de 1955, The Deer Park, narrava les seves experiències mentre treballava com a guionista a Hollywood entre els 1949 i el 1950. Abans de ser publicada, fou rebutjada per set editorials pel seu contingut sexual.
A la manera de Dickens i Dostoievski, Mailer escrigué la seva quarta novel·la, Un Somni Americà, per capítols a la revista Esquire durant 8 mesos (de gener a agost de 1964), publicant el primer capítol només dos mesos després d'haver-lo escrit. El març de 1965, Dial Press en publicà una versió revisada. La novel·la rebé crítiques dissemblants, però va ser un èxit de vendes.

El 1980, The Executioner's Song – la novel·lització de Mailer de la vida i la mort de l'assassí Gary Gilmore- va guanyar el Premi Pulitzer de ficció.
Mailer estigué més temps escrivint Vespres Antics -una novel·la sobre l'Egipte de la dinastia XX (al voltant del 1100 AC.)- que cap altre dels seus llibres, treballant-hi intermitentment des del 1972 fins al 1983. També va ser un best seller, tot i que les crítiques foren negatives.
El Fantasma de Harlot, la novel·la més llarga de Mailer (1320 pàgines), aparegué el 1991. És una exploració molt ben documentada del drames secrets de la CIA des del final de la Segona Guerra Mundial fins al 1965. Va finalitzar la novel·la amb la paraula "continuarà", i tenia planificat d'escriure'n la continuació, titulada La Tomba de Harlot, però altres projectes hi interferiren i mai la va escriure. El Fantasma de Harlot es va vendre bé.
La seva última novel·la, El Castell del Bosc, que era una novel·lització de la infantesa de Hitler, va arribar al número 5 a la llista dels més venuts de Times el gener de 2007 i va rebre les millor crítiques des de The Executioner Song. El Castell del Bosc havia de ser la primera part d'una trilogia, però Mailer va morir al cap d'uns mesos d'acabar-lo.
Mailer va escriure més de 40 llibres. Va publicar 11 novel·les en 59 anys de carrera.

### Biografies
Norman Mailer és també un reputat biògraf. Ha dedicat obres a Marilyn Monroe, Pablo Picasso, Muhamed Ali i Lee Harvey Oswald.

## Activisme polític
Algunes obres de no-ficció de Mailer, com The Armies of the Night i The Presidential Papers, són polítics. Va cobrir la Convenció Nacional Republicana i la Convenció Nacional Demòcrata els anys 1960, 1964, 1968, 1972, 1992 i 1996, tot i que el seu informe sobre la convenció Demòcrata de l'any 1996 no s'ha publicat mai. A principis de la dècada dels 60 del segle XX estava fascinat per la figura de John F. Kennedy, sobre el qual opinava que era un "heroi existencial". A partir de finals de la dècada dels 50 i durant els anys 60 i 70 els seus treballs mesclaren l'autobiografia, la crítica social, la història, la ficció i la poesia d'una manera formalment original que influí en el desenvolupament del Nou Periodisme. A l'octubre de 1967, va ser arrestat per participar en una manifestació contra la Guerra del Vietnam davant del Pentàgon.
L'any 1969, a conseqüència del suggeriment de Gloria Steinem, el seu amic i assagista polític Noel Parmentel i altres, es presentà sense èxit a les primàries del Partit Demòcrata per a l'alcaldia de Nova York, aliat amb el columnista Jimmy Breslin. Proposava la secessió de la ciutat de Nova York i la creació del 51è estat. Va quedar quart de cinc candidats.
El 1980 Mailer encapçalà les reeixides peticions de llibertat condicional per a l'assassí Jack Abbott. Tres anys abans, Abbott havia llegit The Executioner's Song i va escriure a Mailer oferint-se per il·lustrar-lo amb les seves experiències a la presó i les condicions amb què es trobava. Mailer, impressionat, l'ajudà a publicar Al ventre de la bèstia, un llibre sobre la vida a la presó basat en les cartes que Abbott escrigué a Mailer. Sis setmanes després de ser alliberat, Abbott va assassinar Richard Adan, de 22 anys, apunyalant-lo fins a la mort. Consegüentment, Mailer fou molt criticat pel seu paper en aquest afer. L'any 1992, en una entrevista a Buffalo News, va reconèixer que la seva implicació amb Abbott era "un altre episodi de la meva vida en què no puc trobar res que pugui aplaudir o que em pugui fer sentir orgullós."
El 2003, en un discurs al Commonwealth Club de San Francisco, just abans de la Guerra d'Iraq, Mailer va dir: "El feixisme és un estat més natural que la democràcia. Creure alegrement que podem exportar la democràcia a qualsevol país que triem pot servir, paradoxalment, per encoratjar el feixisme aquí i a l'estranger. La democràcia és un estat de gràcia que només està a l'abast d'aquells països que tenen una gran quantitat d'individus que no només estan preparats per gaudir de la llibertat, sinó que també ho estan per patir la duríssima tasca de mantenir-la. "